# Honda Partner

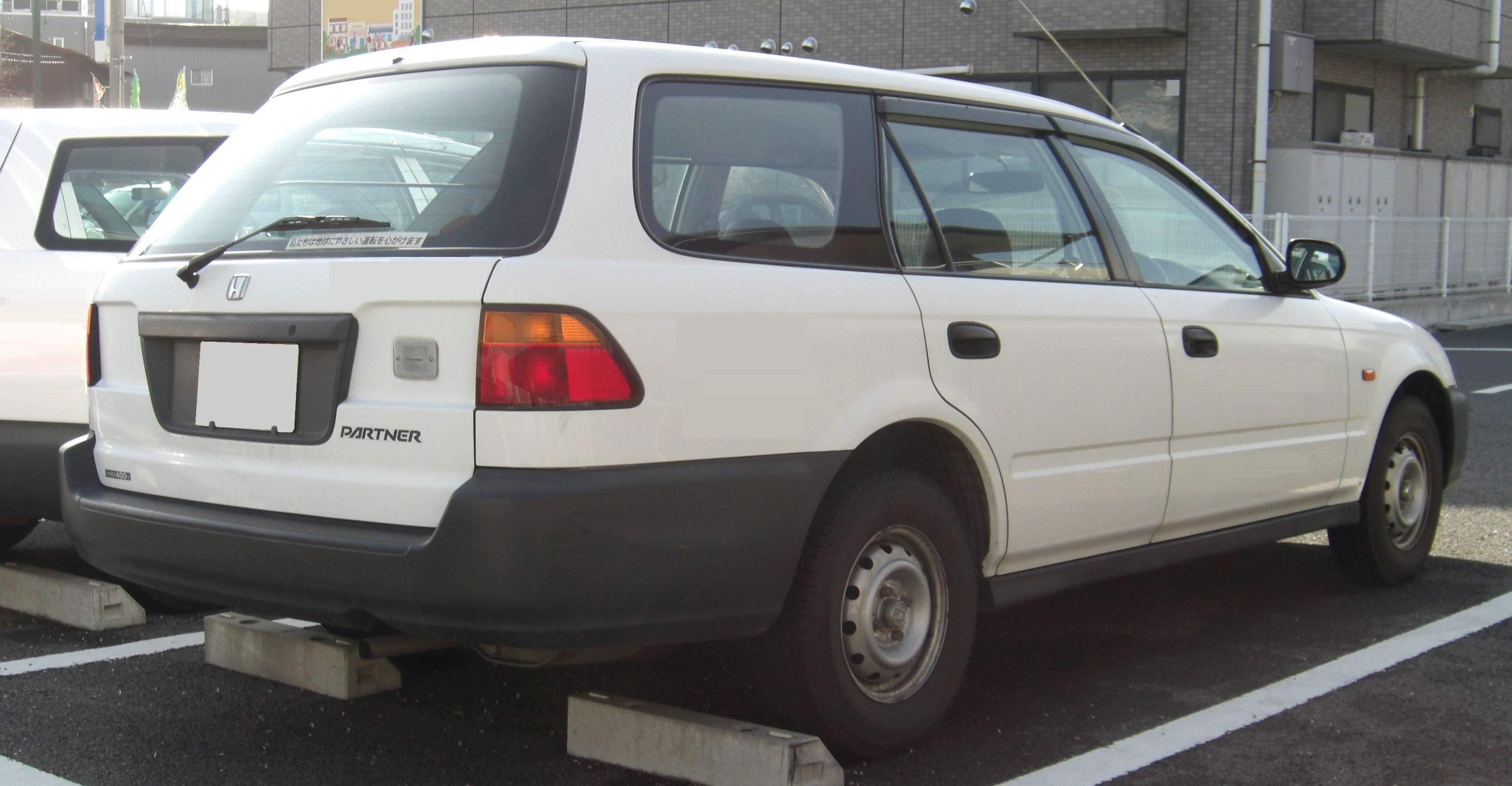
Honda Partner ,tył

Honda Partner I – auto produkowane na podstawie VI generacji Hondy Civic. Ukazał się w lutym 1996. Auto produkowano także pod nazwą Honda Orthia do 2002. W 1999 auto poddano liftingowi. 

## Honda Partner II

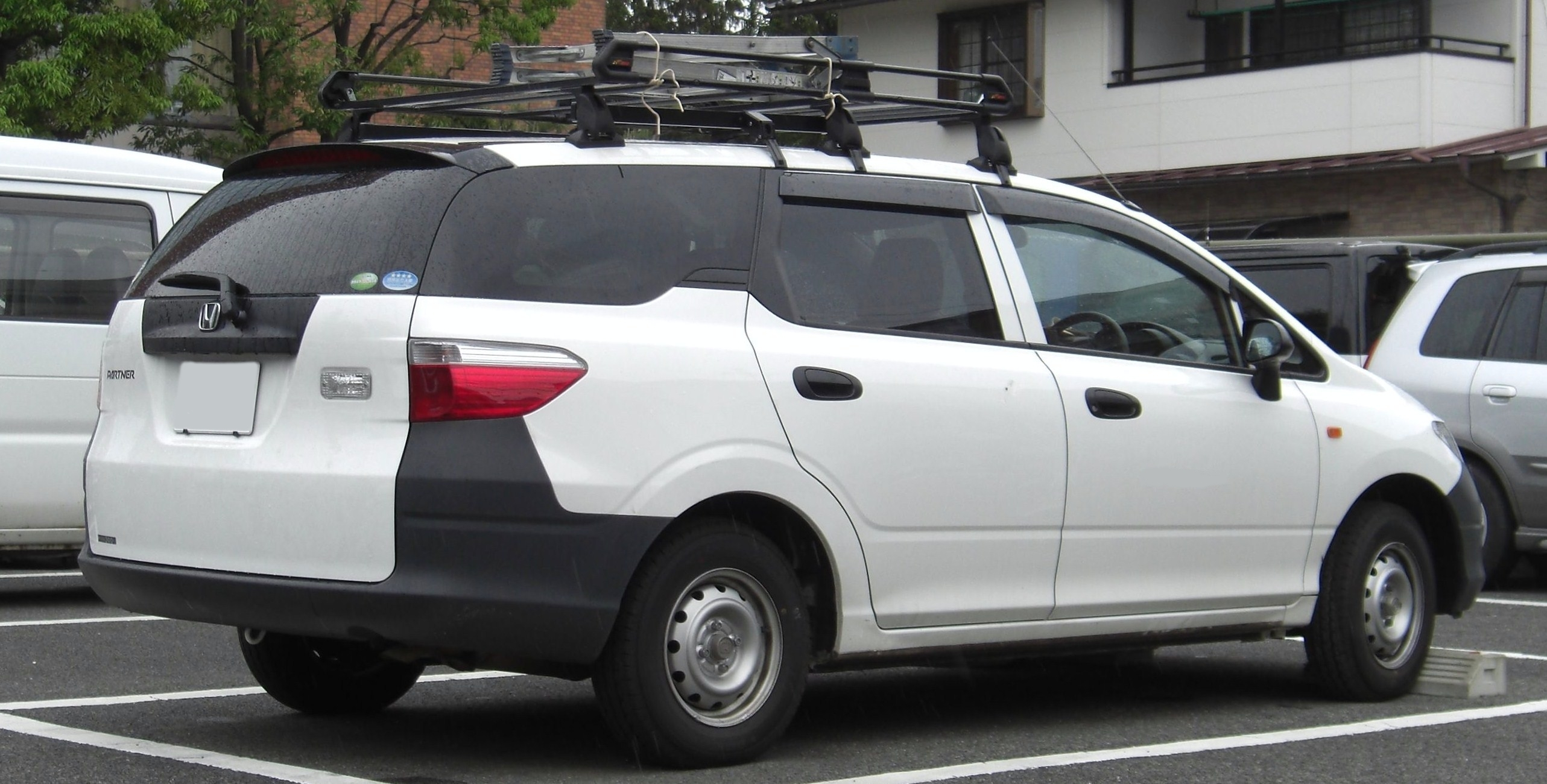
tył pojazdu

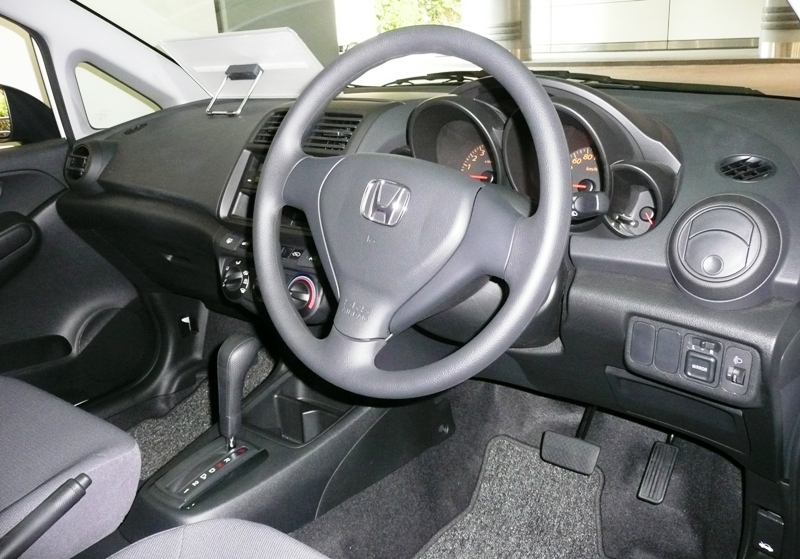
wnętrze

Honda Partner II jest to japoński samochód osobowy produkowany w latach 2005-2010. Sprzedawany wyłącznie na rynku japońskim. Produkowane na bazie Honda Jazz I, Honda City V. 
Wersje wyposażeniowe:
- L
- G